# الکس والجو
الکس والجو (انگلیسی: Álex Vallejo؛ زادهٔ ۱۶ ژانویهٔ ۱۹۹۲) بازیکن فوتبال اهل اسپانیا است.
از باشگاه‌هایی که در آن بازی کرده‌است می‌توان به باشگاه ورزشی رئال مایورکا، باشگاه فوتبال دپورتیوو آلاوس، باشگاه فوتبال کوردوبا، باشگاه فوتبال فوئنلابرادا، و باشگاه فوتبال هادرزفیلد تاون اشاره کرد.